# ゴースト・ドッグ
『ゴースト・ドッグ』（Ghost Dog: The Way of the Samurai）は、1999年に製作されたアメリカ、ドイツ、フランス、日本の合作映画。ジム・ジャームッシュ監督作品。音楽をウータン・クランのRZAが担当。

## あらすじ
主人公のゴースト・ドッグは、数年前に命を救ってくれた地元のギャング、ルイの家臣だと自認している。アメリカのマフィアの殺し屋として生きながらも、サムライの掟を守り、「葉隠」の愛読し、実践している。
ルイはゴースト・ドッグに、地元のマフィアのボス、レイ・ヴァーゴ の娘ルイーズと寝ているギャングの兵隊ハンサム・フランクを殺すように指示する。ゴースト・ドッグが到着しフランクを殺害するが、部屋にルイーズもいるのが分かり、ルイーズを生かしておくと、彼女は『羅生門』の本を勧める。フランク殺害事件に怒ったヴァーゴと仲間のソニー・ヴァレリオはゴースト・ドッグを排除しようと決断する。ルイは伝書鳩でしか連絡を取らないゴースト・ドッグについてほとんど何も知らず、ギャングたちは町中の鳩小屋を捜索することから始め、たまに別人を脅迫し、殺したの間違いを犯す。やがて彼らは建物の上にあるゴースト・ドッグの小屋を見つけ、鳩を殺して鳩小屋を破壊していく。ゴースト・ドッグはヴァーゴとその部下を殺さなければ、自分と主人のルイも殺されてしまうと悟る。
ゴーストドッグは日中、よく公園に遊びに行き、親友のフランス語しか話せないアイスクリーム屋のレイモンドと心を通わせます。ゴーストドッグは英語が話せませんが、それでも二人は仲好です。そんなある日、パーラインという黒人の少女と仲良くなり、『羅生門』の本を彼女に貸す。
ゴーストドッグはついにヴァーゴの屋敷に侵入し、次々にマフィアを射殺していき、ルイーズとルイとヴィンスだけは生き延びたが、ヴィンスはルイと逃亡中に女性警官を射殺した後に力尽きる。その夜、ゴーストドッグはソニー・ヴァレリオの自宅でパイプを通して彼を射殺する。ゴーストドッグは、ルイが上司ヴァーゴ殺害の復讐を果たす義務があると感じており、ルイが自分を襲ってくると予想していた。彼は公園に行き、レイモンドに全財産を渡し、彼がアメリカに留まるのを手助けした。パーラインが現れ、気に入ったと言ってゴーストドッグに『羅生門』の本を返す。ゴーストドッグはパーラインに自分の『葉隠』を渡し、読むように勧める。
ルイはゴーストドッグにいくらかの恩義を感じているものの、ついにはレイモンドのアイスクリームスタンドで、レイモンドとパーラインが見守る中、ゴーストドッグと対峙する。ゴーストドッグは主人を攻撃する気はなく、ルイに殺されるがままにする。死ぬ直前に、ゴーストドッグは、ルイに『羅生門』を渡し、読むように勧める。パーラインはゴーストドッグの空の銃を拾い、逃げるルイを狙うが弾は入っていなかった。ゴーストドッグはレイモンドとパーラインに見守られながら安らかに息を引き取る。ルイは今や父親に代わって彼の上司となっているルイーズ・ヴァーゴと車に乗ると、ルイーズは、「その本は私の物のよ」という。
その後、パーラインは『葉隠』を家Ⅾ読んでゴーストドッグを偲ぶのであった。

## キャスト
- ゴースト・ドッグ - 武士道精神を説いた書物「葉隠」を愛読するNYの殺し屋：フォレスト・ウィテカー
- レイ・ヴァーゴ - ファミリーのボス、アニメが好き：ヘンリー・シルヴァ
- ソニー・ヴァレリオ - レイの仲間：クリフ・ゴーマン
- レイモンド - ゴーストドッグの親友のアイスクリーム屋でフランス語しか話せない：イザーク・ド・バンコレ
- ルイ・ボナセリ - ゴースト・ドッグの上司：ジョン・トーメイ
- パーライン - 黒人の少女：カミーユ・ウィンブッシュ
- ルイーズ・ヴァーゴ - レイの娘、「羅生門」を気に入ってる：トリシア・ヴェッシー
- ハンサム・フランク - ルイーズの彼氏、中年のギャング：リチャード・ポートナウ
- ヴィンス - ：ルイの相棒：ヴィクター・アルゴ
- 老コンシリエーレ：ジーン・ルフィニ
- サミー「ザ・スネーク - 老人の殺し屋」：ヴィニー・ヴェラ
- ジョー・ラグス - 老人の殺し屋：ジョセフ・リガノ
- アンジェロ「ビッグ・アンジー」：フランク・ミヌッチ
- モリーニ：ヴィンス・ヴィヴェリート
- 迷彩服の男：RZA
- ノーボディ：ゲイリー・ファーマー

## 音楽
「アメリカ盤サウンドトラック」
1. "Samurai Code Quote" – Forest Whitaker
2. "Strange Eyes" – Sunz of Man/12 O'Clock/Blue Raspberry (singer)|Blue Raspberry
3. "4 Sho Sho" – Northstar (rap group)|Northstar/RZA/Blue Raspberry (singer)|Blue Raspberry
4. "Zip Code" – Black Knights (rap group)|Black Knights
5. "Samurai Code Quote" – Forest Whitaker
6. "Cakes" – Kool G Rap
7. "Samurai Code Quote" – Forest Whitaker
8. "Don't Test/Wu Stallion" – Suga Bang Bang
9. "Walking Through the Darkness" – Tekitha
10. "The Man" – Masta Killa/Superb
11. "Samurai Code Quote" – Forest Whitaker
12. "Walk The Dogs" – Royal Fam/La the Darkman
13. "Stay With Me" – Melodie/12 O'Clock
14. "East New York Stamp" – Jeru the Damaja and Afu-Ra
15. "Samurai Code Quote" – Forest Whitaker
16. "Fast Shadow" – Wu-Tang Clan
17. "Samurai Code Quote" – Forest Whitaker
18. "Samurai Showdown" – RZA
19. "Samurai Code Final Quote" – Forest Whitaker
20. "Flying Birds (hidden bonus instrumental)" – RZA (LP盤のみ収録)
21. "Ninjastep (hidden bonus instrumental)" – RZA (LP盤のみ収録)

「日本盤サウンドトラック」
1. "Ghost Dog Theme" (with Dogs and EFX)
2. "Opening Theme" ("Raise Your Sword") [Instrumental]
3. "Flying Birds"
4. "Samurai Theme"
5. "Gangsters Theme"
6. "Dead Birds"
7. "Fast Shadow [Version 1] – featuring Wu-Tang Clan
8. "RZA #7"
9. "Funky Theme"
10. "RZA's Theme"
11. "Samurai Showdown" ("Raise Your Sword") – featuring RZA
12. "Ghost Dog Theme"
13. "Fast Shadow" (version 2) – featuring Wu-Tang Clan
14. "Untitled #8" – Not used in the film
15. "Untitled #12" (Free Jazz) – Not used in the film
16. "Wu-World Order" [Version 1] – featuring Wu-Tang Clan (劇中未使用)

「サウンドトラック未収録曲」
1. "Armagideon Time" – performed by Willi Williams (COXSONE'S STUDIO ONE)
2. "Dangerous Fun" – performed by William Loose
3. "Ice Cream" – performed by Raekwon featuring Ghostface Killah and Cappadonna
4. "Nuba One" – performed by Andrew Cyrille and Jimmy Lyons